# 瞿伽梨
瞿伽梨（くぎゃり・くがり、Skt：Kokālika、訳：悪事者、牛守）は、比丘の1人で提婆達多の弟子といわれる。
一説に、釈迦族の出身で、釈迦の実父である浄飯王の命により出家し仏弟子となったが、驕慢心（きょうまんしん、おごりたかぶる心）で我見が強かったために修行が完成せず、後に提婆達多の弟子となったという。
大智度論13にある伝説では、ある日の夜に、舎利弗と目連が急な雨天に見舞われ、陶師の家に止宿させてもらった。先に女人がいたが、暗かったので2人とも知らなかった。女人が夜夢に精を失って晨朝水浴したのを、瞿伽梨が見つけて、2人が不浄を行ったと言いふらした。これを聞いた釈尊は彼を3度にわたって呵責するも、瞿伽梨は悔い改めずに、ついに身体に疱瘡ができて死に、大蓮華地獄に堕したという。また涅槃経20にも、生身のまま地獄に行き、阿鼻地獄に至ったとある。